# São Sadurninho (Galiza)
São Sadurninho, San Sadurniño (em galego e oficialmente) ou San Saturnino (em castelhano: San Saturnino) é um município da Espanha na província da Corunha, comunidade autónoma da Galiza. Tem 99,9 km² de área e em 2021 tinha 2 812 habitantes (densidade: 28,1 hab./km²).

## Demografia
| Variação demográfica do município entre 1991 e 2004 | Variação demográfica do município entre 1991 e 2004 | Variação demográfica do município entre 1991 e 2004 | Variação demográfica do município entre 1991 e 2004 |
| --------------------------------------------------- | --------------------------------------------------- | --------------------------------------------------- | --------------------------------------------------- |
| 1991                                                | 1996                                                | 2001                                                | 2004                                                |
| 3781                                                | 3504                                                | 3220                                                | 3229                                                |

## Património edificado
- Castelo de Naraío